# Madhwa
Madhwa (Udipi, Karnataka, 1198-1277 o 1238-1317), també anomenat Anandatirtha o Purnaprajna, va ser un filòsof i anacoreta hindú que pertangué al vedanta, un dels sis sistemes ortodoxos de l'hinduisme. Dins del vedanta, era un exponent de l'escola del dvaita (dualisme). Madhwa sostenia que el simple fet que les coses siguin transitòries i canviants no significa que no siguin reals. També insistia en el fet que el coneixement és relatiu, no absolut. Madhwa va escriure 37 obres en sànscrit, principalment comentaris sobre escrits sagrats hindús i tractats sobre el seu propi sistema teològic i filosofia. Va ser un crític dels ensenyaments Advaita Vedanta d'Adi Xankara i del Vishishtadvaita Vedanta de Ramanuja.
Madhwa va anomenar la seva filosofia Tattvavāda que significa "arguments des d'un punt de vista realista".
Madhwa va néixer a la costa oest de l'estat de Karnataka a l'Índia del segle xiii. Quan era adolescent, es va convertir en un Sanyasi (monjo) unint-se al guru Brahma-sampradaya Achyutapreksha, de l'orde Ekadandi. Madhwa va estudiar els clàssics de la filosofia hindú, i va escriure comentaris sobre les Upanishads principals, el Bhagavad Gita i els Brahma Sutras (Prasthanatrayi), i se li atribueixen trenta-set obres en sànscrit. El seu estil d'escriptura era d'una brevetat extrema i una expressió condensada. La seva obra més gran es considera l'Anuvyakhyana, un suplement filosòfic del seu bhasya sobre els Brahma Sutras compost amb una estructura poètica. En algunes de les seves obres, es va proclamar un avatar de Vayu, el fill del déu Vixnu.
Madhwa va ser un crític de l'Advaita Vedanta d'Adi Xankara i dels ensenyaments Vixixtadvaita Vedanta de Ramanuja. Va viatjar a l'Índia diverses vegades, visitant llocs com Badrinath, Bengala, Varanasi, Dwaraka, Goa i Kanyakumari, participant en debats filosòfics i visitant centres d'aprenentatge hindús. Madhwa va establir el Krishna Mutt a Udupi amb un murti assegurat de Dwarka Gujarat l'any 1285.
Els ensenyaments de Madhwa es basen en la premissa que hi ha una diferència fonamental entre Atman (ànima individual, jo) i el Braman (la realitat última, Déu Vixnu), es tracta de dues realitats diferents i immutables, amb l'ànima individual depenent de Braman, mai idèntica. Els ensenyaments teistes del dualisme de la seva escola no estaven d'acord amb els ensenyaments monistes de les altres dues escoles més influents del Vedanta basades en el no-dualisme d'Advaita i el no-dualisme qualificat de Vixixtadvaita. L'alliberament, va afirmar Madhwa, només es pot aconseguir mitjançant la gràcia de Déu. L'escola Dvaita fundada per Madhwa va influir en el Vixnuisme, el moviment Bhakti a l'Índia medieval, i ha estat una de les tres filosofies vedanta influents, juntament amb Advaita Vedanta i Vixixtadvaita Vedanta. La influència històrica de Madhwa en l'hinduisme, l'estat Kulandran i Kraemer: «ha estat saludable, però no extensa».

## Biografia
La biografia de Madhwa, srimadhva vijaya no està clara sobre el seu any de naixement. Moltes fonts ho daten al període 1238–1317, però algunes ho situen sobre el període 1199–1278.
Madhwa va néixer a Pajaka, prop d'Udupi, un districte costaner a l'actual estat indi de Karnataka. Tradicionalment, es creu que el nom del seu pare era Naduillaya (sànscrit: Madhyageha, Madhyamandira) i el nom de la seva mare no és clar, tot i que moltes fonts creuen que era Satyavati i Vedavati. Nascut en una casa bramans que parlava tulu, es deia Vāsudeva. Més tard es va fer famós amb els noms de Purnaprajna, Anandairtha i Madhvacharya (o simplement Madhwa). Pūrnaprajña va ser el nom que se li va donar en el moment de la seva iniciació al sannyasa (renúncia), quan era adolescent. El nom que se li va conferir quan es va convertir en el cap del seu monestir era "Ānanda Tīrtha". Els seus tres noms posteriors es troben a les seves obres. Madhvācārya o Madhwa són noms que es troben més comunament en la literatura moderna sobre ell, o la literatura relacionada amb Dvaita Vedanta.
Madhwa va començar la seva escola després del seu Upanayana als set anys, i es va convertir en monjo o Sannyasi en la seva adolescència, encara que el seu pare inicialment s'hi va oposar. Es va unir a un monestir Advaita Vedanta a Udupi (Karnataka), va acceptar que el seu guru fos Achyutrapreksha, que també es coneix com a Achyutraprajna en algunes fonts. Madhwa va estudiar les Upanishads i la literatura Advaita, però no estava convençut per la seva filosofia de no-dualisme d'unitat de l'ànima humana i Déu, va tenir freqüents desacords amb el seu guru, va abandonar el monestir i va començar el seu propi moviment tattvavada basat en el dualisme. premisses de Dvi: afirmant que l'ànima humana i el déu (com Vixnu) són dues coses diferents. Madhwa mai va reconèixer Achyutrapreksha com el seu guru o el seu llinatge monàstic en els seus escrits. Es diu que Madhwa era intel·ligent en filosofia, i també que era alt i fort.
Madhwa mai va establir un matha (monestir) dedicat a la filosofia Dvaita, però el seu llinatge d'estudiants es va convertir en el santuari d'una sèrie d'erudits Dvaita com Jayatirtha, Sripadaraja, Vyasatirtha, Vadiraja Tirtha, Raghuttama Tirtha, Tirthartha i Saghaven que van seguir a Tirthartha i Saghaven els passos de Madhwa.
Els deixebles i seguidors de Madhwa han escrit diverses hagiografies. D'aquests, el més referit i el més autèntic són els setze cants de biografia sànscrita Madhvavijaya de Narayana Panditacharya, fill de Trivikrama Pandita, que ell mateix era deixeble de Madhwa.

### Encarnació de Vayu, el déu del vent
En diversos dels seus textos, afirmen Sarma i altres erudits, «Madhwa es proclama el tercer avatar o encarnació de Vayu, déu del vent, fill de Vixnu». Ell, per tant, es va afirmar que era Hanuman, el primer avatar de Vayu, i Bhima, un Pandava al Mahabharata i el segon avatar de Vayu. En un dels seus bhasya sobre els Brama Sutras, afirma que l'autoritat del text prové de la seva trobada personal amb Vixnu. Madhwa, afirma Sarma, es va creure que era un intermediari entre els devots de Vixnu i Dvaita, guiant aquests últims en el seu viatge cap a Vixnu.
Es diu que Madhwa va fer diversos miracles durant la seva vida, incloent-hi transformar llavors de Tamarinde en monedes d'or, consumir quatre mil plàtans i trenta grans olles de llet d'una vegada, lluitar i guanyar contra lladres i animals salvatges, travessar el Ganges sense mullar la seva roba, i donant llum als seus alumnes amb les ungles dels dits grossos dels peus mentre interpretaven un text a la nit.
Es diu que Madhwa va citar alguns versos de les seves revisions úniques de les escriptures. A més, es diu que va citar molts llibres únics com Kamatha Sruti. La interpretació de Balittha Sukta per Madhwa i els seus seguidors per demostrar que Madhwa era una encarnació de Vayu es considera altament única pels comentaris estàndard sobre ells com Sayana i Horace Hayman Wilson.

## Obres de Madhwa
Trenta-set textos de Dvaita s'atribueixen a Madhwa. D'aquests, tretze són bhasya (revisió i comentari) sobre els primers Upanishads principals, un Madhva-bhasya sobre el text fundacional de l'escola Vedanta de l'hinduisme - Brahma Sutras, un altre Gita-bhasya sobre Bhagavad Gita, un comentari sobre quaranta himnes del Rigveda, una ressenya del Mahabharata en estil poètic, un comentari anomenat Bhagavata-tatparya-nirnaya sobre Bhagavata Purana. A part d'aquests, Madhwa també s'atribueix per haver escrit moltes stotres, poemes i textos sobre bhakti de Vixnu i els seus avatars. L'Anu-Vyakhiana, un suplement al comentari de Madhwa sobre Brahma Sutras, és la seva obra mestra, afirma Sharma.
Tot i ser un escriptor profusament productiu, Madhwa va restringir l'accés i la distribució de les seves obres a persones de fora que no formaven part de l'escola Dvaita, segons Sarma. No obstant això, Bartley no està d'acord i afirma que això és incompatible amb la història coneguda dels extensos debats vedàntics medievals sobre idees religioses a l'Índia que incloïen les idees de l'escola Dvaita.

## La filosofia de Madhwa
Els locals i els fonaments de Dvaita Vedanta, també coneguts com a Dvaitavada i Tattvavada, s'atribueixen a Madhwa. La seva filosofia defensava el dualisme no qualificat. L'obra de Madhwa es posa clàssicament en contrast amb les idees monistes de l'Advaita Vedanta d'Adi Xankara i el Vixixtadvaita Vedanta de Ramanuja.

### Epistemologia
Madhwa anomena epistemologia Anu pramana. Accepta tres pramānas, és a dir, tres fets o tres mitjans correctes de coneixement, en contrast amb un de Carvaka i sis de les escoles Advaita de filosofies hindús:
- Pratyaksha (प्रत्यक्ष) significa percepció. És de dos tipus a Dvaita i altres escoles hindús: externa i interna. La percepció externa es descriu com la que sorgeix de la interacció de cinc sentits i objectes mundans, mentre que la percepció interna es descriu com la del sentit interior, la ment.[37][38]
- Anumāna (अनुमान) significa inferència. Es descriu com arribar a una nova conclusió i veritat a partir d'una o més observacions i veritats prèvies aplicant la raó.[39] Observar el fum i inferir foc és un exemple d'Anumana. Aquest mètode d'inferència consta de tres parts: pratijna (hipòtesi), hetu (una raó) i drshtanta (exemples).[40][41]
- Śabda (शब्द) significa confiar en la paraula, el testimoni d'experts fiables del passat o del present.[34][42] També es coneix com Agama a la tradició Dvaita de Madhwa i incorpora tots els Veda. Hiriyanna explica Sabda-pramana com un concepte que significa testimoni d'experts fiables. Les escoles de l'hinduisme que el consideren epistèmicament vàlid suggereixen que un ésser humà necessita conèixer nombrosos fets, i amb el temps i l'energia limitats disponibles, només pot aprendre una part d'aquests fets i veritats directament.[43]

Madhwa i els seus seguidors van introduir kevala-pramaana com el "coneixement d'un objecte tal com és", separat de l'anu-pramana descrit anteriorment.
L'escola Dvaita de Madhwa sosté que Vixnu com a Déu, que també és Hari, Krixna, Vasudeva i Narayana, només es pot conèixer a través del samanvaya (‘connexió’) i pramana adequats dels ensenyaments de les escriptures vèdiques. Vixnu, segons Madhwa, no és el creador dels Veda, sinó el mestre dels Veda. L'escola de pensament de Madhwa afirma que el coneixement és intrínsecament vàlid, i el coneixedor i el conegut són reals independentment. Tant la part ritual (karma-kanda, Mimamsa) com la part del coneixement (jnana-kanda, Upanishadic Vedanta) en els Vedas, va afirmar Madhwa, són igualment vàlides i interconnectades. Tal com afirma l'escola de filosofia hindú Mimamsa, Madhwa va sostenir que els Veda no tenen autors i que la seva veritat està en totes les seves parts (és a dir, els saṃhitas, brāhmaņas, āraņyakās i Upanixads).

### Metafísica
La realitat metafísica és plural, va afirmar Madhwa. Hi ha principalment dues tattvas o categories de realitat: svatantra tattva (realitat independent) i asvatantra tattva (realitat dependent). Ixvarà (com Déu Vixnu o Krishna) és la causa de l'univers i l'única realitat independent, segons Madhwa. L'univers creat és la realitat dependent, que consisteix en Jīva (ànimes individuals) i Jada (matèria, coses materials). Les ànimes individuals són realitats plurals, diferents i diferents. Jīva són sensibles i la matèria no és sensible, segons Madhwa.
Madhwa enumera a més la diferència entre la realitat dependent i independent com una divisió quintuple (pancha-bheda) entre Déu, les ànimes i les coses materials. Aquestes diferències són: (1) Entre les coses materials; (2) Entre la cosa material i l'ànima; (3) Entre la cosa material i Déu; (4) Entre ànimes; i (5) Entre l'ànima i Déu.
Aquesta diferència no és ni temporal ni merament pràctica; és una propietat invariable i natural de tot. Madhwa l'anomena Taratamya (gradació en pluralisme). No hi ha cap objecte com un altre, segons Madhwa. No hi ha ànima com una altra. Totes les ànimes són úniques, reflectides en personalitats individuals. El mar és ple; el dipòsit està ple; una olla està plena; tot és ple, però cada plenitud és diferent, va afirmar Madhwa.
Segons Madhwa, fins i tot en l'alliberament (moksha), la felicitat és diferent per a cada persona en funció del grau de coneixement i perfecció espiritual de cadascú. Segons ell, aquest alliberament només es pot aconseguir amb la gràcia de Déu Vixnu.

#### Naturalesa del Braman
Madhwa va conceptualitzar Braman com un ésser que gaudeix de la seva pròpia felicitat, mentre que l'univers sencer evoluciona a través d'un caos nebulós. Es manifesta, de tant en tant, per ajudar al procés d'evolució. Les quatre manifestacions principals d'Ell com a Braman són, segons Madhwa, Vasudeva, Pradyumna, Aniruddha i Sankarasana, que són, respectivament, responsables dels aspectes redemptors, creatius, de sosteniment i destructius de l'univers. Les seves manifestacions secundàries són moltes, i totes les manifestacions estan a la paritat entre si, és el mateix infinit sense importar com es manifesti. Braman és el creador de l'univers, perfecte en coneixement, perfecte en coneixement, perfecte en el seu poder i diferent de les ànimes, diferent de la matèria. Per a l'alliberament, la mera conceptualització intel·lectual de Braman com a creador no és suficient, l'ànima individual ha de sentir atracció, amor, apego i entrega devocional a Ell, i només la seva gràcia condueix a la redempció i l'alliberament, segons Madhwa.
El concepte Vixnu com a Braman de Madhwa és un concepte similar a Déu en les principals religions del món. Els seus escrits van portar alguns indòlegs de l'època colonial com George Abraham Grierson a suggerir que Madhwa del segle xiii estava influenciada pel cristianisme, però els estudis posteriors han rebutjat aquesta teoria.

### Soteriologia
Madhwa va considerar que el Jnana Ioga i el Karma Ioga eren insuficients per al camí de l'alliberament sense Bhakti. El Senyor Vixnu era el Déu suprem de Madhwa, a qui només es pot arribar a través de Vayu, el fill de Déu; A més, afirma, la fe condueix a la gràcia de Déu, i la gràcia condueix a l'alliberament de l'ànima.
El coneixement de Déu, per a Madhwa, no és una qüestió d'acceptació intel·lectual del concepte, sinó una atracció, afecte, afecció constant, devoció amorosa i lliurament total a la gràcia de Déu. Rebutja les teories monistes que creuen que el coneixement allibera, afirmant, en canvi, que és la gràcia divina a través de Bhakti la que allibera. Per a Madhva, Déu enfosquia la realitat creant Maya i Prakriti, que causa servitud i sofriment; i només Déu pot ser la font de l'alliberament de l'ànima. L'alliberament es produeix quan, amb la gràcia de Déu, es coneix la veritable naturalesa del jo i la veritable naturalesa de Déu.

### Ètica
El mal i el sofriment al món, segons Madhwa, s'origina en l'home, i no en Déu. Cada Jiva (ànima individual) és l'agent de les accions, no Jada (matèria), i no Ishvara (Déu). Mentre Madhwa afirma que cada jo individual és el Kartritva (agència real), el jo no és un agent absolutament independent per a ell. Això es deu al fet que, afirma Madhwa, l'ànima està influenciada pels òrgans sensorials, el cos físic i aquestes coses materials que ell anomena com a regals de Déu. L'home té lliure albir, però està influenciat per la seva naturalesa innata, inclinacions i karma passat.

Madhwa afirma, Yathecchasi tatha kuru, que Sharma tradueix i explica com "un té dret a triar entre el bé i el mal, una elecció que cada individu fa des de la seva pròpia responsabilitat i el seu propi risc". Madhwa no aborda el problema del mal, és a dir, com el mal pot existir amb el d'un Déu omnipotent, omniscient i omnibenevolent. Segons Sharma, "la classificació tripartida de les ànimes de Madhwa fa que sigui innecessari respondre al problema del mal".
| « | El problema del mal i el sofriment al món és el més difícil del teisme. Hem explicat l'actitud de Madhwa davant el problema aliat de la llibertat i el lliure albir, sobre la base de la doctrina de la selecció natural del bé o del dolent i de la classificació tripartita de les ànimes. Per tant, no és necessari que Madhwa respongui a la pregunta de la coherència del mal amb la bondat divina. | » |

 Segons David Buchta, això no aborda el problema del mal, perquè el Déu omnipotent "podria canviar el sistema, però decideix no fer-ho" i així sosté el mal al món. Aquesta visió de l'acció personal de Madhwa va ser, afirma Buchta, un punt atípic a l'escola Vedanta i a les filosofies índies en general.
Aquesta acusació de David Buchta es respon amb la disposició que la característica tripartita és intrínseca de les ànimes. És a dir, aquestes característiques defineixen l'ànima. I qualsevol intent de canviar això significaria substituir les ànimes. Com que no té sentit reparar les característiques predominants si la mateixa identitat de les ànimes està en perill, l'omnipotent no les canvia. D'aquesta manera respon al problema del mal.
Les lleis morals i l'ètica existeixen, segons Madhwa, i són necessàries per a la gràcia de Déu i per a l'alliberament.

## Altres escoles
Madhwa va ser un ferotge crític de les escoles Vedanta competidores, i d'altres escoles de filosofies índies com el budisme i el jainisme. Va escriure arguments contra vint-i-un erudits indis de l'època antiga i medieval per ajudar a establir les bases de la seva pròpia escola de pensament.
Madhwa va ser el crític més ferotge de l'Advaita Vedanta, acusant Shankara i Advaitins, per exemple, de "dimonis enganyosos" que ensenyaven budisme sota la cobertura del Vedanta. El no-dualisme d'Advaita afirma que Atman (ànima) i Braman són una realitat transcendent idèntica i feliç i immutable, hi ha una unitat interconnectada de totes les ànimes i Braman, i no hi ha pluralitats. Madhva, en canvi, afirma que Atman (ànima) i Brahman són diferents, només Vishnu és el Senyor (Brahman), les ànimes individuals també són diferents i depenen de Vishnu, i hi ha pluralitats. Madhwa va criticar Advaita com una versió del budisme mahayana, que ell considerava nihilista. De totes les escoles, Madhwa va centrar la seva crítica en la majoria d'Advaita, i va escriure quatre textos principals, inclosos Upadhikhandana i Tattvadyota, dedicats principalment a criticar Advaita.
Madhwa no estava d'acord amb aspectes del Vishishtadvaita de Ramanuja. L'escola Vishishtadvaita, un sistema de pensament realista com l'escola Dvaita de Madhwa, també afirma que Jiva (ànimes humanes) i Braman (com Vixnu) són diferents, una diferència que mai transcendeix. Només Déu Vixnu és independent, tots els altres déus i éssers depenen d'ell, segons Madhwa i Ramanuja. Tanmateix, en contrast amb les opinions de Madhwa, l'escola Vishishtadvaita afirma el "no-dualisme qualificat", que les ànimes comparteixen la mateixa naturalesa essencial de Braman, i que hi ha una igualtat universal en la qualitat i el grau de la felicitat possible per a les ànimes humanes, i cada ànima pot arribar a l'estat de felicitat de Déu mateix. Mentre que l'escola més antiga de Vishishtadvaita afirmava "monisme qualitatiu i pluralisme quantitatiu de les ànimes", afirma Sharma, Madhwa afirmava "pluralisme qualitatiu i quantitatiu de les ànimes".
L'escola Advaita de Shankara i l'escola Vishishtadvaita de Ramanuja es basen en el supòsit que totes les ànimes poden esperar i aconseguir l'estat d'alliberament feliç; en canvi, Madhwa va plantejar que algunes ànimes gaudeixen propagant el caos i la irreligió, i fins i tot gaudeixen d'estar eternament condemnats i condemnats com a tals.
L'estil de crítica de Madhwa a altres escoles de filosofia índia formava part de la tradició índia antiga i medieval. Va formar part de l'escola Vedanta, que va sorgir en el període postvèdic com la més influent de les sis escoles de filosofia hindú, i la seva orientació a la tradició Advaita, afirma Bryant, reflecteix que és la més influent de les escoles Vedanta.

## Influència
Madhwa va estendre una filosofia independent i original en la inferència del Vaishnavisme.
El Madhwa Sampradaya va fomentar el Bhakti i la recerca del Coneixement. Madhwa i els seus seguidors ascètics van propagar el Dvaita Siddhanta a través dels seus comentaris i conferències crítiques. Aquesta literatura i obres per al pensament crític es van escriure principalment en sànscrit i no són fàcilment accessibles per a la gent comuna. Una via alternativa va evolucionar orgànicament per Sishyas o Bhaktas de la Filosofia Madhwa que van estudiar aquests llibres bàsics, van llegir filosofia, van practicar l'ascetisme tot i que vivien la vida d'un cap de casa, es van dedicar al servei de Déu. Aquest conjunt de seguidors va emprendre la missió de portar l'ensenyament de Madhwa als quatre racons del país utilitzant el kannada o la llengua local com a vehicle de comunicació. Aquests enèrgics missioners eren coneguts com els Hari-Dasas. Els HariDasas van ser pioners a trencar els grillons de la casta, el credo i el regionalisme: van practicar la devoció en la seva forma més pura i van ser fonamentals per oferir les meravelles de Madhwa Siddhantha a l'home comú mitjançant cançons, suladees i Bhakti Dasa Sahitya. Aquests Haridasas van arribar a ser coneguts com la Secció Dasa o Dasa-Kuta del Madhwa Sampradaya en contrast amb els Vyaasa-Kuta que eren Estudiosos, Pandits o professors de literatura i pensament crític.
No hi ha cap diferència entre el Vyasa-kuta i el Dasa-Kuta en el seu aprenentatge, formació o aproximació a la filosofia. Mentre que Vyasa-Kuta eren erudits, els Acharyas o Pandits creien fermament en l'adquisició de Jnaana/Coneixement tradicionalment, el Dasa-Kuta va simplificar el coneixement adquirit en Bhakti o devoció. Els termes "Dasaru" i "Vyasaru" es van posar de moda per primera vegada en l'època de Purandaradasa i el seu preceptor religiós, Vyasaraya. Amb el temps, "Vyasakuta" va significar la branca de devots que eren versats en sànscrit i que coneixien la filosofia de l'original, i Dasakuta o Dasa Dasapantha, significava aquella branca de devots que transmetia el missatge de la filosofia Dvaita mitjançant el moviment Bhakti vernacular simplificat.
Altres subescoles influents del Vaishnavisme van competir amb les idees de Madhwa, com la subescola Chaitanya, la Jiva Gosvami afirma que només Krishna és "Svayam Bhagavan" (forma suprema de Déu), en contrast amb Madhwa que afirma que tots els avatars de Vixnu són iguals i idèntics., amb tots dos compartint la creença que la devoció emocional a Déu és el mitjà per a l'alliberament espiritual. Es diu que Chaitanya Mahaprabhu (1496–1534) va ser un deixeble d'Isvara Puri que va ser un deixeble de Madhavendra Puri que va ser un deixeble de Lakshmipati Tirtha que va ser un deixeble de Vyasatirtha (1469–1539) de Sampradaya de Madhvacharya. Segons Sharma, la influència de les idees Dvaita de Madhva ha estat més destacada a l'escola Chaitanya del Vaixnavisme de Bengala, i a Assam.

### Polèmiques hindús-cristianes-musulmanes
Madhwa va ser percebut i tergiversat tant pels missioners cristians com pels escriptors hindús durant l'època colonial. Les similituds en la primacia d'un sol Déu, el dualisme i la distinció entre l'home i Déu, la devoció a Déu, el fill de Déu com a intermediari, la predestinació, el paper de la gràcia en la salvació, així com les similituds en les llegendes de miracles al cristianisme i la tradició Dvaita de Madhwa van alimentar aquestes històries. Entre els escriptors cristians, GA Grierson va afirmar creativament que les idees de Madhwa evidentment eren "prestades del cristianisme, molt possiblement promulgades com a rival de la doctrina central d'aquesta fe". Entre els escriptors hindús, segons Sarma, SC Vasu va traduir creativament les obres de Madhwa per identificar Madhwa amb Crist, en lloc de comparar les seves idees.
L'erudició moderna descarta la influència del cristianisme en Madhwa, ja que no hi ha proves que hi hagi hagut mai un assentament cristià on Madhwa va créixer i viure, o que hi hagi hagut un intercanvi o discussió d'idees entre algú amb coneixements de la Bíblia i les llegendes cristianes, i ell.
També hi ha suposicions que Madhwa va ser influenciat per l'islam. El Madhvavijaya explica que Madhva es va reunir amb el soldà de Delhi i li va dir en persa fluent que tots dos adoren el mateix Déu de l'univers i que ell difon la fe en Déu. Es diu que el soldà va quedar tan impressionat per això que va voler donar la meitat de l'Imperi a Madhva, cosa que va rebutjar. Tanmateix, l'indòleg i erudit religiós Helmuth von Glasenapp assumeix que el monoteisme també es pot derivar del món intel·lectual indi, i que no hi ha cap raó que doni suport a la teoria que les opinions de Madhwa sobre la vida més enllà estiguessin influenciades per impulsos musulmans o cristians.

### Monestirs

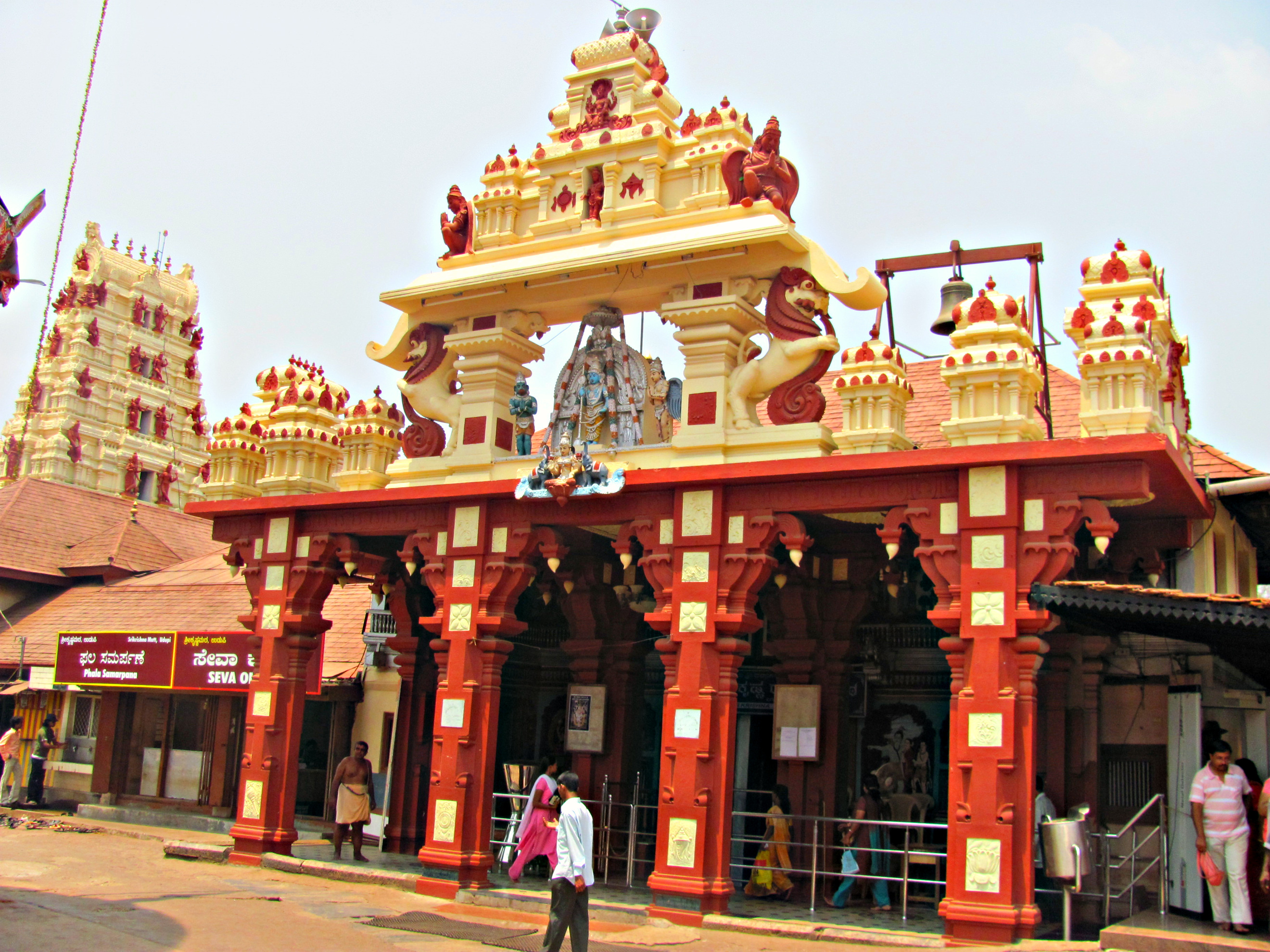
L'entrada a Sri Krishna Matha a Udupi

Madhwa va establir vuit matha (monestirs) a Udupi amb els seus vuit deixebles com a cap juntament amb Padmanabha Tirtha Matha. Els Udupi Ashta Mathas són Palimaru matha, Adamaru matha, Krishnapura matha, Puttige matha, Shirur matha, Sodhe matha, Kaniyooru matha i Pejavara matha. Aquests vuit envolten el temple hindú Anantheswara Krishna. Els matha es disposen en un rectangle, les temples en un patró de quadrícula quadrada. Els monjos del matha són sannyasis, i la tradició dels seus estudis i successió (sistema Paryaya) van ser establertes per Madhwa. El monestir té un sistema pontífex, que gira després d'un període determinat. El pontífex es diu Swamiji, i dirigeix les oracions diàries de Krishna segons la tradició Madhwa, així com les festes anuals. El procés i els rituals de mantra vèdic per al culte de Krishna als monestirs de Dvaita segueixen el procediment escrit per Madhwa a Tantrasara. El culte a Krishna no implica bali (sacrifici) ni cap ritual de foc. La cerimònia de successió a l'escola Dvaita implica que el Swamiji sortint dona la benvinguda a l'entrant, després camina junts fins a la icona de Madhwa a l'entrada del temple de Krishna a Udupi, oferint-li aigua, expressant reverència i després lliurant el mateix vaixell amb aigua que va utilitzar Madhwa quan va cedir la direcció del monestir que va fundar. El monestir inclou cuines, bhojan-shala, dirigides per monjos i voluntaris. Aquests serveixen menjar diàriament a prop de 15.000 a 20.000 monjos, estudiants i pelegrins visitants sense discriminació social. Durant les cerimònies de successió, Udupi bhojan-shalas serveix un àpat vegetarià a més de 80.000 persones.
Madhwa va establir un matha amb el seu deixeble Padmanabha Tirtha com a cap per difondre Tattvavada (Dvaita) fora de la regió de Tulunadu amb les instruccions que els seus deixebles Narahari Tirtha, Madhava Tirtha i Akshobhya Tirtha esdevinguessin, al seu torn, els successors d'aquest matha. Segons Surendranath Dasgupta, Uttaradi Math és la matha principal de Padmanabha Tirtha i es va dividir dues vegades, i així acabem amb tres mathas, les altres dues són Vyasaraja Math i Raghavendra Math. Uttaradi Math, juntament amb Vyasaraja Math i Raghavendra Math, es considera que són les tres institucions apostòliques principals del Dvaita Vedanta i es coneixen conjuntament com Mathatraya. Són els pontífexs i pandits dels Mathatraya els que han estat els principals arquitectes del Vedanta posterior al Madhwa Dvaita al llarg dels segles. Entre els mathas fora de la regió de Tulu Nadu, Uttaradi Matha és el més gran. Tots els mathas fora de la regió de Tulu descendeixen d'una manera o altra de Padmanabha Tirtha. Incloent els mathas a Udupi, hi ha vint-i-quatre Madhva mathas a l'Índia. El centre principal de la tradició de Madhva es troba a Karnataka.
El professor Kiyokazu Okita i l'indòleg BNK Sharma diuen que els sannyasis del llinatge de l'escola Dvaitnemaa de Vedanta pertanyen a la tradició Ēkadaṇḍi igual que els Sanyasi d'Advaita d'Adi Xankara.

## Cinema
El 1986 es va estrenar una pel·lícula dirigida per GV Iyer anomenada Madhvacharya, va ser una de les pel·lícules fetes íntegrament en llengua kanarès.